# アンジェイ・セクラ
アンジェイ・セクラ（Andrzej Sekuła, 1954年 - ）は、ポーランド出身の映画監督・撮影監督。

## 来歴
ポーランドでドキュメンタリーのカメラマンとして活動し、1980年にアメリカへ渡る。ナショナル・フィルム＆テレビジョン・スクールで学び直し、その後CF及びドキュメンタリーの撮影監督として活躍。

## フィルモグラフィ

### 撮影
- レザボア・ドッグス Reservoir Dogs （1992年）
- Revolver （1992年）
- バンク・ラバー Bank Robber （1993年）
- スリー・オブ・ハーツ Three of Hearts （1993年）
- Oleanna （1994年）
- スリープ・ウィズ・ミー Sleep with Me （1994年）
- パルプ・フィクション Pulp Fiction （1994年）
- Across the Moon （1995年）
- Original Language （1995年） テレビ作品
- ボディ・ランゲージ Body Language （1995） テレビ作品
- フォー・ルームス Four Rooms （1995年）
- サイバーネット Hackers （1995年）
- 従妹ベット Cousin Bette （1997年）
- ザ・ブレイク A Further Gesture （1997年）
- Stand-Ins （1997年）
- アメリカン・サイコ American Psycho （2000年）
- Falling in Love in Pongo Ponga （2002年）
- キューブ2 Cube 2: Hypercube （2002年）
- The Pleasure Drivers （2005年）
- Nomad: The Two Worlds （2005年）
- モーテル Vacancy （2007年）
- 消されたヘロイン/裏切りの銃弾 Vice （2008年）
- アーマード 武装地帯 Armored （2009年）
- パシフィック・ウォー USS Indianapolis: Men of Courage （2016年）

### 監督
- ブラック・ハート Fait Accompli （1998年）
- キューブ2 Cube 2: Hypercube （2002年）
- The Pleasure Drivers （2005年）